# الأمهات العاملات
الامهات العاملات (بالإنجليزية: Workin' Moms)‏ مسلسل تلفزيوني درامي كوميدي كندي تم بثه على قناة شبكة سي بي سي منذ 10 يناير 2017.

## روابط خارجية
- الأمهات العاملات على موقع IMDb (الإنجليزية)
- الأمهات العاملات على موقع روتن توميتوز (الإنجليزية)
- الأمهات العاملات على موقع نتفليكس (الإنجليزية)
- الأمهات العاملات على موقع كينوبويسك (الروسية)
- الأمهات العاملات على موقع ألو سيني (الفرنسية)
- الأمهات العاملات على موقع قاعدة بيانات الفيلم (الإنجليزية)